# 米良美一
米良 美一（めら よしかず、1971年5月21日 - ）は、日本の声楽家、歌手。
スタジオジブリの劇場アニメ映画『もののけ姫』のテーマ曲に抜擢され、同作の知名度もあって、その類まれな歌唱力から世界的に知られるようになった。

## 人物
宮崎県西都市出身。2万人にひとり程度の割合で発症する難病、先天性骨形成不全症を持ち生まれる。身長138.7cm。洗足学園音楽大学音楽学部卒業後、アムステルダム音楽院にオランダ政府給費留学している。世界的にも評価されているカウンターテナー歌手として知られる。
日本・韓国・ヨーロッパで活動を展開、世界的なオペラ歌手のエディタ・グルベローヴァ（ハンガリー国立歌劇場でのデュオコンサートの他、スイス、ドイツ等で共演）、ヨッヘン・コヴァルスキ（世界的に著名なドイツのカウンターテナー歌手）との共演も行った。著名オーケストラとの共演も多い。テレビ・ラジオなどへの出演、各種イベントへの参加も精力的に行う。音楽作品は、CDとしてスウェーデンのBISレーベル（バッハ・コレギウム・ジャパンとの共演含む）、日本ではキングレコードより発売している
1997年、映画『もののけ姫』の主題歌を歌ったことで大衆的人気を獲得。その当時は真面目な好青年のイメージで売り出したが、2012年以降はひょうきんな言動をするバラエティタレントとして活躍。

## 略歴

### 生い立ち
1971年、宮崎県西都市に生まれる。先天性骨形成不全症を患っていたため、幼いころから骨折を繰り返していたが3、4歳の頃には演歌や民謡を覚え、人前で披露しては喜ばれていた。その快感が原動力となって今に至る。
1978年より、地元の西都市立三財小学校に通う。子供の頃から歌が好きであったが、身長が伸びず、両腕も伸ばせない症状があった。生まれつきの難病のため、支援学校小学部へ6歳から入学。親元を離れ全寮制の寄宿舎や小児病棟に入り生活。6歳からの数年間は宮崎市の赤江まつばら支援学校に籍を置いて寄宿舎生活を送り、小学4年生の一学期終了まで在学した。
寄宿舎での生活は「寂しさを紛らわす為か、風呂場で詩吟を吟じた事があって、とても上手かった。」と当時の寮母長は回顧している。寄宿舎内に現存するオルガンを弾く事を勧められたことが、後の米良自身の歌の表現力の基礎になった。体調不良により床に臥す日々が続く時は、カセットテープに録音されていた歌謡曲を聴いて過ごし、音楽に親しんだ。
入院していた病院の若い看護師からプレゼントされたカセットテープに録音されたアイドル歌手・松田聖子の大ファンになり、同じ高さで歌いたくて裏声を出して一緒に歌う練習をしたことが、米良のカウンターテナーの原点となった。
特別裕福な家庭ではなく、両親は米良の入退院費用がかさむため、肉体労働をして働き育てた。男性に混じって働く母の姿をからかう友人もいて、このことが米良にとってつらく感じられた。

### 学生時代
1984年より、中学時代も支援学校で学んだ。アイドルの歌など、これまで聞く事がなかったジャンルの歌に接することで刺激を受けて数年間を過ごす。15歳までに約30回の骨折を繰り返した。
1987年より高校に通い、将来の進路について、音楽を人生の支えとすることを決意し、音楽大学進学を志す。父親は消極的だったが母親は賛同、応援する姿勢を示してくれた。経済的余裕のない中で音楽大学に通う資金援助を受けることとなった。また、支援学校の音楽教諭の協力と指導のもとに周囲からは無謀と言われたプログラムに熱心に取り組む。
1990年より、神奈川県の洗足学園音楽大学音楽学部声楽専攻にトップの成績で入学。在学中、テナーから女声の音域を歌うカウンターテナー（裏声を使っていることが特徴）に転向する。

### 大学卒業後、メジャーデビュー
1994年
大学を首席で卒業。5月、第8回古楽コンクールin山梨で最高位（1位なし2位）を獲得。
バッハ・コレギウム・ジャパンにソリストとして参加。
1995年
奏楽堂日本歌曲コンクール3位入賞。
宇田川貞夫によるセシルレコードより自主制作デビュー盤『Lamento d' Arianna アリアンナの嘆き』を発売。
1996年
キングレコードから発売されたメジャーデビューCD『母の唄』がベストセラーになり、アニメーション監督・宮崎駿がラジオで放送された米良の楽曲を聴いて感銘を受ける。

### 「もののけ姫」で一躍注目
1997年
宮崎駿が監督するアニメーション映画『もののけ姫』（スタジオ・ジブリ、徳間書店）のテーマ曲歌唱に起用され、映画のヒットとともに米良の声種であるカウンターテナーが日本で一般に知られるきっかけとなった。10月5日に出張ゲイボーイに暴行を働き、警察官が出動する騒ぎとなる。後に示談金302,000円で解決。刑事事件とはならなかったが、イメージダウンは避けられず、一時謹慎する。
1998年
日本ゴールドディスク大賞のベスト・クラシック・アルバム・オブ・ザ・イヤー、第21回日本アカデミー賞協会特別賞として初の主題歌賞を受賞する。長野パラリンピック開会式で、ジュリオ・カッチーニの『アヴェ・マリア』を歌う。この頃、映画主題歌のヒットで注目される反面、歌を正当に評価してもらいたいために、小柄な体格を庇うため特注の高いヒールの靴を履いたり、病気や自身の出自を伏せたりした。自身の容姿や生い立ちに対する劣等感から、精神的な重圧により次第に美声が出なくなった。
1999年
ポピュラーソングとして初のオリジナルアルバム『I'll be there』を発表する。

### 2000年代
2003年
テレビ番組で美輪明宏が歌う「ヨイトマケの唄」を聴き、米良の治療費を稼ぐために工事現場で働いていた母親に対する米良自身の幼い頃の心情そのものだと感じ、この歌を持ち歌にするようになる。後に宮崎のコンサートで歌い、母を喜ばせた。
2007年
これまで語ることのなかった病や生い立ちをテレビなどのマス・メディアで語るようになり、7月10日に大和書房から自叙伝『天使の声〜生きながら生まれ変わる』を出版した。人生から得た経験をもとに、全国で講演会も積極的に行うようになった。
目白で開催された第３回「目白バ・ロック音楽祭」に参加。

### 2010年代
2010年
2月5日に九州地区で放送されたNHK『九州沖縄スペシャル　（武田鉄矢の）ただいま!』において、米良が封印してきた過去から自身を解き放つ旅をした。振り返らない過去として、卒業後に一度も足を踏み入れることが無かった三財小学校や養護学校には、この番組でようやく訪れることができたという。しかし、武田との最初の顔合わせの際には古代人の格好をして現れ、三財小学校に通っていた頃の米良の明るい性格を覚えていた友人と再会するなど、得ることの多い機会となった。
8月24日にTBS系音楽番組『ザ・ミュージックアワー』に出演し、松田聖子の「瞳はダイアモンド」を歌唱した。 大晦日の12月31日には日本テレビの『ダウンタウンのガキの使いやあらへんで!!大晦日年越しSP絶対に笑ってはいけないスパイ24時』に出演した。
5月にジュンココシノの社長である鈴木弘之氏の東京中央郵便局の廃墟をテーマの写真展披露パーティ用に、鈴木弘之作詞、米良美一作曲の『watch me』を制作。廃墟に残された時計のせつない恋心の歌だが、パーティ招待者への記念限定版で一般販売はされていない。
2012年
フジテレビ系「とんねるずのみなさんのおかげでした」のコーナー、「新食わず嫌い王決定戦」に出演。対戦相手のローラにちなんで「メーラ」と呼ばれ、以降は「おネエキャラ」として、同番組にしばしば出演する。同番組では、従来の真面目なイメージを覆すひょうきんな面を見せている。
2015年
4月7日、前年末にクモ膜下出血で緊急入院し、1月に水頭症を発症し再手術を行ったことを公表した。3月末に退院、実家でリハビリに取り組み、5月には歌のトレーニングを開始。9月6日に群馬県玉村町文化センターで作曲家宮川彬良と共演する「ふたりの歌謡ショウ」で仕事復帰。
2017年
2月に全国特別支援学校の応援歌を依頼され作曲。岩槻からさいたま市に移転して改称したけやき特別支援学校の式典に参加し、『まどをあけて』を学生と共に初披露する。同月28日には大阪府立金岡高等学校（堺市）で特別ゲストとして講演し、自分の病気は治らず歌えなくなる日が来るかもしれないが、最後まで自分を応援する気持ちを忘れないで、と語った。
7月、『キミトツナガルパズル』のアニメ化作品『18if』の主題歌である『Red Doors feat. 米良美一』、また毎回変わるエンディング曲のひとつとして『白鳥は眠る feat. 米良美一』を担当。
11月、母校の洗足学園音楽大学50周年記念コンサートに出演。
NHK大河ファンタジー『精霊の守り人　シーズン3』にテレビドラマ初出演。併せてドラマの宣伝として山手線ラッピング広告列車に登場。
12月15日、DJ、作曲家、編曲家であるTeddyLoidとのコラボによる、「もののけ姫 2018 feat. 米良美一」を配信開始。12月31日、第1回ももいろ歌合戦にTeddyLoidと出演し披露した。
2018年
4月1日、西都市民会館30周年記念事業・西都市市制施行60周年記念「ふるさとから夢コンサート」に出演、西都市出身のJILLE（西都市ふるさと特命大使）、黒木姉妹と共演。併せてさいとふるさと特命大使としてツアーもプロデュースした。
4月30日、宮崎国際音楽祭シリーズの『Oh！My！クラシック 』～仲代達矢『85歳の自画像』に聞き手として出演、また仲代の愛するシャンソンを歌唱。
7月13日、水俣関連で知られる、作家の石牟礼道子の追悼イベント『石牟礼道子に出逢う　part2』で、生前に叶わなかった、石牟礼の詩と米良の歌唱によるこの日のために作られた歌を披露した。
10月6日、HAKUJU HALL開館15周年記念ガラコンサート。
2019年
米良美一合唱団設立。
サントリーホール初め、各地で25周年記念コンサート。

### 2020年代
2020年
コロナ関連でコンサートの中止、延期が続くがデビュー当時以来久々に徹子の部屋に出演。（5月26日放送）
10月10日、古関裕而の故郷である福島において、古関裕示作品と童謡のコンサートで7ヶ月ぶりコンサート再開。
2021年
4月1日、宮崎県西都市民会館館長就任。
市民会館スタッフ協力のもと、宮崎県の学校に出前コンサートを精力的に開始。
8月12日、パラリンピック宮崎採火セレモニーの採火者およびコンサートが催される。

2022年
4月、アニメ映画『クレヨンしんちゃん もののけニンジャ珍風伝』に、兵衛刀便系役で声優出演。
6月、映画『バスカヴィル家の犬 シャーロック劇場版』に挿入歌で出演。
10月、合同会社ラ・メーラ設立。

## ディスコグラフィ
発売元について、特に記載のあるもの以外はすべてキングレコード（BISの輸入を含む）
- Lamento d' Arianna アリアンナの嘆き（1995 年自主制作デビュー版）セシルレコード
- 母の唄 日本歌曲集（1996年9月21日）
- うぐひす（1997年7月16日）- 1. さくら横ちょう（中田喜直） 2. AIYANの歌（山田耕筰） 3. 6つの子供の歌（團伊玖磨） 4. うぐいす（早坂文雄） 5. 日本の笛（深井史郎） 6. 4つの夕暮れの歌（林光） 7. さくら横ちょう（別宮貞雄）
- ロマンス（1997年9月21日）- ゴールドディスク大賞受賞。
- かれん（1998年5月22日）
- 天上の声（1998年5月22日）
- この道 日本歌曲集（1998年9月23日）
- PRECIOUS（1998年11月6日）
- エディタ・グルベローヴァ＆米良美一 イン・コンサート（1999年7月23日）
- I'll be there（1999年10月8日）- 1st.オリジナルアルバム。
- Mera sings Bach（2000年5月24日）
- ベスト・オブ・米良美一 Bridge（2000年12月6日）- ベストアルバム。
- すべての人の心に花を（2002年11月16日）
- ノスタルジア〜ヨイトマケの唄（2005年9月7日）
- 名曲集ＶＯＬ．1（2012年2月29日）Village Again Association
- 終戦のエンペラーサントラ版　主題歌『CAN YOU HEAR？』
- 手紙（2014年7月9日）宮川彬良共演　フォンテック
- 無言歌（2017年4月5日）キングレコードから出された数々のジャンルの違う歌を集めた二枚組のCD20周年集大成アルバム。特にタイトルの無言歌はアザラシヴィリが弦楽奏のために編曲したものだがもともとグルジアの古くから歌われてきた『Dgeebi Midian』が原曲であり、本来の歌つきのものを許瑛子の訳詞により、新録音した。
- TVアニメ18if主題歌集（2017年10月4日）のうち二曲を担当。
- もののけ姫2018 米良美一feat（2017年12月15日）配信　teddyloidとのコラボアルバムで再録音。
- 熟睡クラシック（2018年9月19日）選曲および一部歌唱。
- 忘れられし歌（2019年3月18日）精神科医の泉谷閑示とのコラボアルバムの一部歌唱
- musiCare HEALING SERIES:究極のリラクセーション・ヴォイス 米良美一の世界（2021年12月9日）

### シングル
- もののけ姫（1997年6月25日）　スタジオジブリレコード - アニメ映画『もののけ姫』主題歌。
- やしょめ（1998年3月27日）- アニメ映画『蓮如物語』主題歌。
- ウキウキパラダイス（1998年4月24日）- テレビアニメ『アニメ週刊DX!みいファぷー』オープニングテーマ。ただし前述の不祥事でオンエアでは短期間別の歌唱者のものに差し替えられた。
- ぼくは雨となり星となる（1999年1月22日）- 映画『死国』主題歌。
- ごめんね（2006年7月5日）ピアニスターHIROSHIと共演。
- Truth（2015年1月21日） - 映画『マンゴーと赤い車椅子』主題歌。ユニバーサルジャパン

## 著書
- 『日本のうた300、やすらぎの世界』（1997年、講談社+α文庫）ISBN 4062562278
- 『米良美一の美神讃歌 エッセイ and CD』（1998年、講談社）ISBN 4062092956
- 『天使の声〜生きながら生まれ変わる』（2007年、大和書房）ISBN 9784479011972
- 『母』米良美一・石牟礼道子（2011年、藤原書店）

## 出演作品

### 舞台
- ポッペアの戴冠（1997年）愛の神役
- ヴェニスに死す（2001年）アポロ役
- 午後の曳航（2003年）二号役、演奏会形式で世界初演された。
- 三文オペラ（2009年）モリタート歌手役、女王役及び狂言回しの多彩な役柄

### テレビドラマ
- 放送90年 大河ファンタジー「精霊の守り人」最終章（2017年11月 - 、NHK総合） - トト 役[10]

### ラジオ
- めらめらラジオ(2018年4月～　北日本放送、ラジオ沖縄 10月～ 富山シティエフエム、岐阜放送、宮崎放送)
- 米良美一のBeautiful Life(2022年4月～ MRTラジオ、ラジオ大阪)

### CM
- 森永乳業　牛乳プリン(1997年)
- 伊藤ハム『湖上の舞』(2006年)
- 西澤養蜂場 宮崎市高岡町にある養蜂場のラジオCMで、米良が出演する。サウンドロゴも担当する。
- ロッテ ロッテのど飴 (2011年)
- 千年灸
- 統一企業瑞穂高優質鮮乳　(台湾)
- 現代自動車 SONATA (2013年)(韓国)

### 劇場アニメ
- クレヨンしんちゃん もののけニンジャ珍風伝（2022年、兵衛刀便系）

### その他
- 2002年8月 吉本会館 地下1階レストラン(青龍門なんば吉本店※2003年頃に閉店) 天井面仕掛け時計 -定時になると登場する巨大蜘蛛ロボット「浪速のリコちゃん」の声・ボーカルを担当(壁面にも蜘蛛がいるが、声優は不明)。